# Кокорин, Алексей Геннадьевич
Алексе́й Генна́дьевич Коко́рин (род. 1 марта 1961, Могильное, Курганская область) — российский государственный и партийный деятель, член совета директоров АО «Атомредметзолото». Губернатор Курганской области с 26 сентября 2014 по 2 октября 2018 (временно исполняющий обязанности губернатора Курганской области с 14 февраля по 26 сентября 2014). Глава города Шадринска — глава Администрации города Шадринска (1996—2014). Член Президиума политического совета Курганского регионального отделения Партии «Единая Россия» (2007—2019). Секретарь Шадринского городского местного отделения партии «Единая Россия» (2007—2014). Мастер спорта России по стендовой стрельбе.

## Биография
Алексей Геннадьевич Кокорин родился 1 марта 1961 года в деревне Могильной Могильского сельсовета Ольховского района Курганской области, ныне село Глубокое входит в Шадринский муниципальный округ той же области. Есть версия, что А. Г. Кокорин родился 28 февраля, но регистраторы записали его родившимся 1 марта.
В 1978 году окончил СПТУ-9 села Батурино Шадринского района.
С 1978 года работал в Ольховском откормочном совхозе Шадринского района.
В 1979—1981 годах проходил срочную службу в Советской Армии ВС СССР, в Группе советских войск в Германии.
В 1981—1986 и 1989—1990 годах работал в органах внутренних дел города Шадринска.
В 1986—1987 годах — лаборант Шадринского техникума физкультуры.
В 1987—1989 годах — токарь Шадринского автоагрегатного завода.
В 1990—1991 годах работал на заводе «Полиграфмаш», г. Шадринск.
Был членом КПСС до её запрещения в августе 1991 года.
В 1991—1996 годах — частный предприниматель:
- С июля 1991 по 1993 год — заместитель директора по коммерческой части, и. о. директора индивидуального частного предприятия «Гея», г. Шадринск.
- Создал малое предприятие «Союз милосердия + помощь»[4].
- С 1993 по декабрь 1996 года был директором индивидуального частного предприятия «Карина» (пошив меховых изделий).

В одной из биографических книг сообщается, что Алексей Геннадьевич Кокорин в 1995 году окончил Харьковский политехнический институт по специальности «Промышленная электроника», однако этот факт не упоминается в официальной биографии и в средствах массовой информации.
На выборах 24 ноября 1996 года избран депутатом Шадринской городской Думы II созыва. Глава местного самоуправления — мэр города Шадринска возглавил работу Думы. На выборах 2000, 2004 и 2009 годов горожане вновь проголосовали за него:
- На выборах 28 ноября 2000 года избран депутатом Шадринской городской Думы III созыва. Глава городского самоуправления — мэр города Шадринска возглавил работу Думы.
- На выборах главы города Шадринска 28 ноября 2004 года получил 20 705 голосов (77 %)[13].
- На выборах Главы города Шадринска — главы Администрации города Шадринска 11 октября 2009 года получил 18 701 голос (84,68 %)[14].

В 2000 году окончил Московский государственный открытый университет по специальности «Юриспруденция».
В 2003 году получил учёную степень кандидата экономических наук, защитив в Челябинском государственном университете диссертацию по теме «Модель управления социально-экономическим развитием муниципального образования».
В 2007—2014 годах был секретарём Шадринского городского местного отделения партии «Единая Россия». Под его руководством количество членов местного отделения партии с 900 увеличилось до 4200. С 2007 года по 7 ноября 2019 года являлся членом Курганского регионального политсовета партии «Единая Россия».  Входил в состав Президиума политического совета Курганского регионального отделения Партии «Единая Россия».
В 2011 году вместе с Александром Владимировичем Ильтяковым и Владимиром Ростиславовичем Мединским баллотировался в депутаты Государственной Думы Федерального собрания Российской Федерации VI созыва от партии «Единая Россия» по её региональному списку. Избран был Ильтяков А. В.
Весной 2013 года был на обследовании в Израиле. Однако худшие опасения врачей не подтвердились, и Кокорин вернулся к исполнению своих обязанностей.
Указом Президента от 14 февраля 2014 года назначен временно исполняющим обязанности губернатора Курганской области. Временно исполняющим обязанности главы Шадринска назначен первый заместитель главы администрации Игорь Николаевич Ксенофонтов. Полномочный представитель Президента Российской Федерации в Уральском федеральном округе Игорь Рюрикович Холманских представил временно исполняющего обязанности Губернатора Алексея Кокорина членам Правительства Курганской области, главам муниципальных образований, депутатам, руководителям федеральных структур, представителям общественных организаций.
17 февраля 2014 года на внеочередном заседании Шадринской городской Думы V созыва был рассмотрен вопрос о сложении полномочий Алексея Кокорина. Согласно Уставу города Шадринска, временно исполняющим обязанности главы города — главы администрации назначен первый заместитель главы администрации Игорь Николаевич Ксенофонтов.
14 сентября 2014 года по итогам голосования на выборах губернатора Курганской области одержал уверенную победу, получив 248 323 голоса (84,87 %). Кандидат от КПРФ Иван Петрович Евгенов набрал 8,07 %, кандидат от регионального отделения ЛДПР Юрий Михайлович Александров — 4,38 %, кандидат от регионального отделения партии «Патриоты России» Игорь Владимирович Рюмин — 0,9 % голосов пришедших на избирательные участки.
26 сентября 2014 года в 13:00 в Курганской областной филармонии состоялась инаугурация избранного губернатора Курганской области.
С 7 апреля по 10 ноября 2015 и с 22 ноября 2016 по 26 мая 2017 — член президиума Государственного совета Российской Федерации.
2 октября 2018 года Президент Российской Федерации принял отставку Губернатора Курганской области Кокорина А. Г. по собственному желанию, временно исполняющим обязанности Губернатора Курганской области до вступления в должность лица, избранного Губернатором Курганской области, назначен Вадим Михайлович Шумков. За время руководства Алексея Кокорина областью ее валовой региональный продукт (ВРП) вырос на 13,84 % — со 170 млрд 310 млн рублей в 2014 году до 193 млрд 895 млн рублей в 2016 году (Росстат; данные за 2017 год не опубликованы). По этому показателю в 2014 году область занимала 66-е место среди субъектов РФ, в 2016 году — 67-е. ВРП на душу населения за тот же период увеличился на 15,90 % — со 194 979 рублей до 225 984 рублей (66-е место в 2014 году, 67-е — в 2016 году).
Алексей Геннадьевич Кокорин является вице-президентом Ассоциации малых и средних городов России, членом Совета при Президенте Российской Федерации по развитию местного самоуправления, председателем ревизионной комиссии Ассоциации «Города Урала», членом правления Совета муниципальных образований Курганской области.
С января 2019 года член совета директоров АО «Атомредметзолото».
Проживает в городе Шадринске, занимается рыбоводством.
С 1 февраля 2023 года является соучредителем ООО «Шадринский стрелковый клуб» (ИНН 4502022319), его доля составляет 53 %.

## Награды
- Медаль ордена «За заслуги перед Отечеством» II степени, Указ Президента Российской Федерации от 1 июня 2013 года № 523, за достигнутые трудовые успехи, многолетнюю добросовестную работу и активную общественную деятельность[8]
- Медаль «За заслуги в проведении Всероссийской переписи населения»
- Медаль «За заслуги», 1 ноября 2014 года, за активное содействие Федеральной службе судебных приставов[42]
- Юбилейная медаль «1000-летие преставления святого равноапостольного князя Владимира», сентябрь 2015 года, Русская православная церковь[43]
- Юбилейная медаль «440 лет Оренбургскому казачьему войску», 2014 год, Оренбургское войсковое казачье общество[44]
- Памятная медаль «XIX Всемирный фестиваль молодежи и студентов 2017 года в городе Сочи», 2019 год[45]
- Благодарность Президента Российской Федерации
- Почётная грамота Совета Федерации Федерального собрания Российской Федерации, 2010 год
- Почётная грамота Курганской областной Думы, 2010 год
- Почётная грамота Правительства Курганской области, 2008 год
- Благодарственное письмо Губернатора Курганской области, 2008 год
- Благодарственное письмо Правительства Курганской области, дважды: 2009 год, 2011 год
- Почётный гражданин города Шадринска, 17 августа 2019 года, за особый вклад в социально-экономическое развитие Шадринска (1996—2014 годы)[46].
- Лауреат премии «Итоги года Урала и Сибири» в категории «Политика» в номинации «Дебют года» за самый уверенный, яркий, громкий карьерный старт 2014 года на общественно-политической арене Урало-Сибирского региона, по итогам 2014 года[47]
- Лауреат премии «Итоги года Урала и Сибири» в номинации «Лоббист года» за привлечение федеральных средств в экономику Зауралья, по итогам 2015 года[48]

## Увлечения
Много лет отдал лыжным гонкам, лёгкой атлетике. Любит читать русскую классику и биографии современных политиков.
В мае 2015 года на четвёртом этапе Кубка России в городе Сургуте выполнил норматив мастера спорта России по стендовой стрельбе. Приказом № 140-нг от 30 сентября 2015 года присвоено спортивное звание «Мастер спорта России».

## Семья
- Вторая жена — Елена Викторовна Кокорина[51], директор ООО «Росмаркет» с 13 сентября 2019 года.
- Дочь Оксана Гурьева, кандидат экономических наук, доцент Института экономики отраслей, бизнеса и администрирования ФГБОУ ВО «Челябинский государственный университет».
- Сын Сергей, учредитель ООО «Росмаркет» с 4 апреля 2019 года.
- Дочь Александра, студентка Уральской юридической академии в Екатеринбурге